# オンライン・ツー・オフライン
オンライン・ツー・オフラインとは、インターネットなどのオンラインから店舗などのオフラインへ消費者を呼び込む施策。O2O、O to O、On2Offなどと略される。

## 概要
オンラインで割引クーポンを提供したりすることにより、店舗への来店を促したりすることなどが例として挙げられる。